# Sinfonía para Ana
Sinfonía para Ana es una película dramática argentina de 2017 escrita, producida y dirigida por Ernesto Ardito y Virna Molina. Está basada en la novela homónima de Gaby Meik, publicada en 2004.

## Sinopsis
Ana es una adolescente feliz a comienzos de los años 1970. Junto a Isa, su mejor amiga, viven tiempos de amor y rebeldía en el tradicional Colegio Nacional de Buenos Aires. Cuando conoce a Lito, todo se transforma. Las presiones de sus amigos para que lo abandone y el miedo al debut sexual, la envuelven en un universo de dudas que la llevan a buscar refugio en el misterioso Camilo. Su corazón queda atrapado entre dos pasiones, mientras la dictadura militar oscurece su mundo con la muerte, la soledad y el terror. Con tan solo quince años Ana debe luchar por conservar su vida sin renunciar a lo que más ama.

## Reparto
- Isadora Ardito como Ana.
- Rocío Palacín como Isa.
- Rafael Federman como Lito.
- Ricky Arraga como Camilo.
- Rodrigo Noya como Capi.
- Vera Fogwill como Madre de Ana.
- Javier Urondo como Padre de Ana.
- Mariana Carrizo como Rosa.
- Mora Recalde como Isa adulta.
- Leonor Courtoisie como China.
- Manuel Vicente como Profesor de Historia.
- Andrés Cotton como Darío.
- Marcelo Mininno como Rector Aragón.
- Federico Marrale como Profesor de Matemáticas.
- Sergio Boris como Padre de Lito.
- Valentina Brodsky como Turca.
- Vera Senderowicz como Colo.
- Juan Luppi como Celador.
- María Viau como Madre de Camilo.
- Malena Villa como Vivi.
- Karina Di Pasquale como Madre de Isa.
- Vane Molina como Judy.
- Ramiro Santos como Batata.
- Judith Buchalter como Ofelia Ramos.
- Natalia Miranda como Chica que canta en la toma.
- Cecilia Greaves como Gaby.
- Ana Bilos como Hija de Isa.
- Boris Burd como Chico pasillo.
- Tomás Daumas como Hermano de Lito.
- Joaquín Sesma como Chico maoísta.
- Lucio Gorzalczany como Orador de la Fede.
- Julián Cnochaert como Amigo de Darío.
- Fernando E. Orellana como Preceptor.
- Niko Barreiro como Chico gimnasia.
- Lucas Finocchi como Voz Radio.

## Premios y nominaciones

### Premios Cóndor de Plata
Premios Cóndor de Plata de la Asociación de Cronistas Cinematográficos de la Argentina.
| Año  | Categoría                 | Candidato                   | Resultado |
| ---- | ------------------------- | --------------------------- | --------- |
| 2018 | Mejor actriz de reparto   | Vera Fogwill                | Nominada  |
| 2018 | Mejor revelación femenina | Isadora Ardito              | Nominada  |
| 2018 | Mejor guion adaptado      | Ernesto Ardito Virna Molina | Nominados |
| 2018 | Mejor diseño de arte      | Ernesto Ardito Virna Molina | Nominados |
| 2018 | Mejor diseño de vestuario | Samanta Babic               | Nominada  |

### Festivales de cine
- Festival Internacional de Cine de Moscú (Rusia): Competencia Principal, Estreno Mundial, Premio de la Crítica Rusa.
- Festival Internacional de Cine de Durban (Sudáfrica): Selección Oficial, Premiere en África.
- Festival Internacional de Cine de Gramado (Brasil): Competencia Internacional, mejor película y mejor fotografía.